# هنري جوزيف كومبا بيديدي
هنري جوزيف كومبا بيديدي (مواليد 15 يوليو 1957) (بالفرنسية: Henri-Joseph Koumba Bididi)‏ صانع أفلام وكاتب سيناريو ومدير إنتاج تلفزيوني غابوني. قدّم العديد من الأفلام الوثائقية التي نالت استحسانا كبيرا بما في ذلك (The King's Necklace) و(Le Singe Fou).

## مسيرته
وُلد في 15 يوليو 1957 في أمبوي، الغابون. تخرج في تعليم السينما من معهد الدراسات السينمائية في فرنسا.
في عام 1983، عمل بيديدي كمسؤول عن اختيار الفيلم الاستوائي للمخرج سيرج غينسبور. ثم في عام 1986، وقّع على الفيلم القصير (Le Singe fou). حصل على جائزة نقد الصحفيين العرب في أيام قرطاج السينمائية، وكذلك جائزة الفيلم القصير الكبرى في المهرجان الأفريقي للسينما والتلفزيون في واغادوغو عام 1987.
من عام 1988 إلى عام 1991، كان بيديدي مديرًا لوحدة البث الإذاعي والتلفزيوني الإقليمية في (Haut-Ogoué). من عام 1991 إلى عام 1994، تمت ترقية بيديدي إلى منصب نائب المدير العام الجديد لراديو وتليفزيون الغابون (RTG). في عام 2000، واصل العمل كمخرج للتلفزيون ومنتج لفيلمه الروائي الطويل الأول (Les Couilles de l'éléphant). عُرض الفيلم في مهرجان عموم أفريقيا السابع عشر في واغادوغو، بوركينا فاسو. في عام 1994، أخرج بيديدي حلقتين من المسلسل التلفزيوني (L’auberge du Salut).
من عام 2003 إلى عام 2008، عمل كمنتج مشارك في المسلسل التلفزيوني (Affaires Voisins)، ثم كمنتج تنفيذي وكاتب مشارك لمسلسل (Les Annèes Écoles)، وكذلك أخرج 6 حلقات. كان الكاتب المشارك والمنتج المنفذ للمسلسل التلفزيوني الطويل (Claudia et dora).
سنة 2011، أخرج الفيلم الطويل (Le collier du Makoko)، وهو أغلى فيلم في إفريقيا جنوب الصحراء، تم تصويره بتكلفة 4 ملايين يورو. تطلّب إعداد الفيلم 4 سنوات، واستغرق التصوير ثلاثة أشهر. حصل الفيلم على إشادة من النقاد من عدة مهرجانات سينمائية دولية وفاز بجائزة لجنة التحكيم الخاصة وجائزة الترجمة الشفوية للذكور في مهرجان السينما الإفريقية بخريبكة 2012 في المغرب. فاز الفيلم أيضًا بجائزة الترجمة الفورية في مهرجان (Ecrans Noirs) لعام 2012 في الكاميرون، ثم حصل على جائزة أفضل موسيقى تصويرية وأفضل ملصق في المهرجان الأفريقي للسينما والتلفزيون في واغادوغو 2013. في عام 2013، فاز الفيلم بجائزة الجمهور في مهرجان ماسوكو (Masuku) السينمائي لعام 2013 في الغابون.

## روابط خارجية
- هنري جوزيف كومبا بيديدي على موقع IMDb (الإنجليزية)
- هنري جوزيف كومبا بيديدي على موقع ألو سيني (الفرنسية)
- هنري جوزيف كومبا بيديدي على موقع قاعدة بيانات الفيلم (الإنجليزية)